# Chò đen
Chò đen (danh pháp khoa học: Parashorea stellata; tiếng Anh thường gọi là White Seraya) là một loài thực vật thuộc họ Dipterocarpaceae. Loài này có ở Malaysia, Myanma, Thái Lan, và Việt Nam. Chúng hiện đang bị đe dọa vì mất môi trường sống.